# Strażnica KOP „Wiciuny”
Strażnica KOP „Wiciuny” – zasadnicza jednostka organizacyjna Korpusu Ochrony Pogranicza pełniąca służbę ochronną na granicy polsko-litewskiej.

## Formowanie i zmiany organizacyjne
W 1926 w składzie 6 Brygady Ochrony Pogranicza, został sformowany 23 batalion graniczny. W 1928 w skład batalionu wchodziło 19 strażnic. Strażnica KOP „Wiciuny” w 1928 była w kompanii granicznej KOP „Rondamańce”, w 1929 znajdowała się w 2 kompanii KOP „Marcinkańce”, a w latach 1932–1939 funkcjonowała w strukturze 1 kompanii KOP „Druskienniki. Strażnica liczyła około 18 żołnierzy i rozmieszczona była przy linii granicznej z zadaniem bezpośredniej ochrony granicy państwowej.
W 1932 obsada strażnicy zakwaterowana była w budynku popolicyjnym. Strażnicę z macierzystą kompanią łączyła droga polna długości 12 km.

## Służba graniczna
Podstawową jednostką taktyczną Korpusu Ochrony Pogranicza przeznaczoną do pełnienia służby ochronnej był batalion graniczny. Odcinek batalionu dzielił się na pododcinki kompanii, a te z kolei na pododcinki strażnic, które były „zasadniczymi jednostkami pełniącymi służbę ochronną”, w sile półplutonu. Służba ochronna pełniona była systemem zmiennym, polegającym na stałym patrolowaniu strefy nadgranicznej, wystawianiu posterunków alarmowych, obserwacyjnych i kontrolnych stałych, patrolowaniu i organizowaniu zasadzek w miejscach rozpoznanych jako niebezpieczne, kontrolowaniu dokumentów i zatrzymywaniu osób podejrzanych, a także utrzymywaniu ścisłej łączności między oddziałami i władzami administracyjnymi. Strażnice KOP stanowiły pierwszy rzut ugrupowania kordonowego Korpusu Ochrony Pogranicza.
Strażnica KOP „Wiciuny” w 1932 ochraniała pododcinek granicy państwowej szerokości 8 kilometrów 500 metrów od słupa granicznego nr 351 do 367, a w 1938 pododcinek szerokości 9 kilometrów od słupa granicznego nr 351 do 368.
Sąsiednie strażnice:
- strażnica KOP „Druskieniki Most” ⇔ strażnica KOP „Uciecha” – 1928[2], 1929[3]
- strażnica KOP „Druskieniki” ⇔ strażnica KOP „Uciecha” – 1932[4], 1934[5] i 1938[6]